# LOR

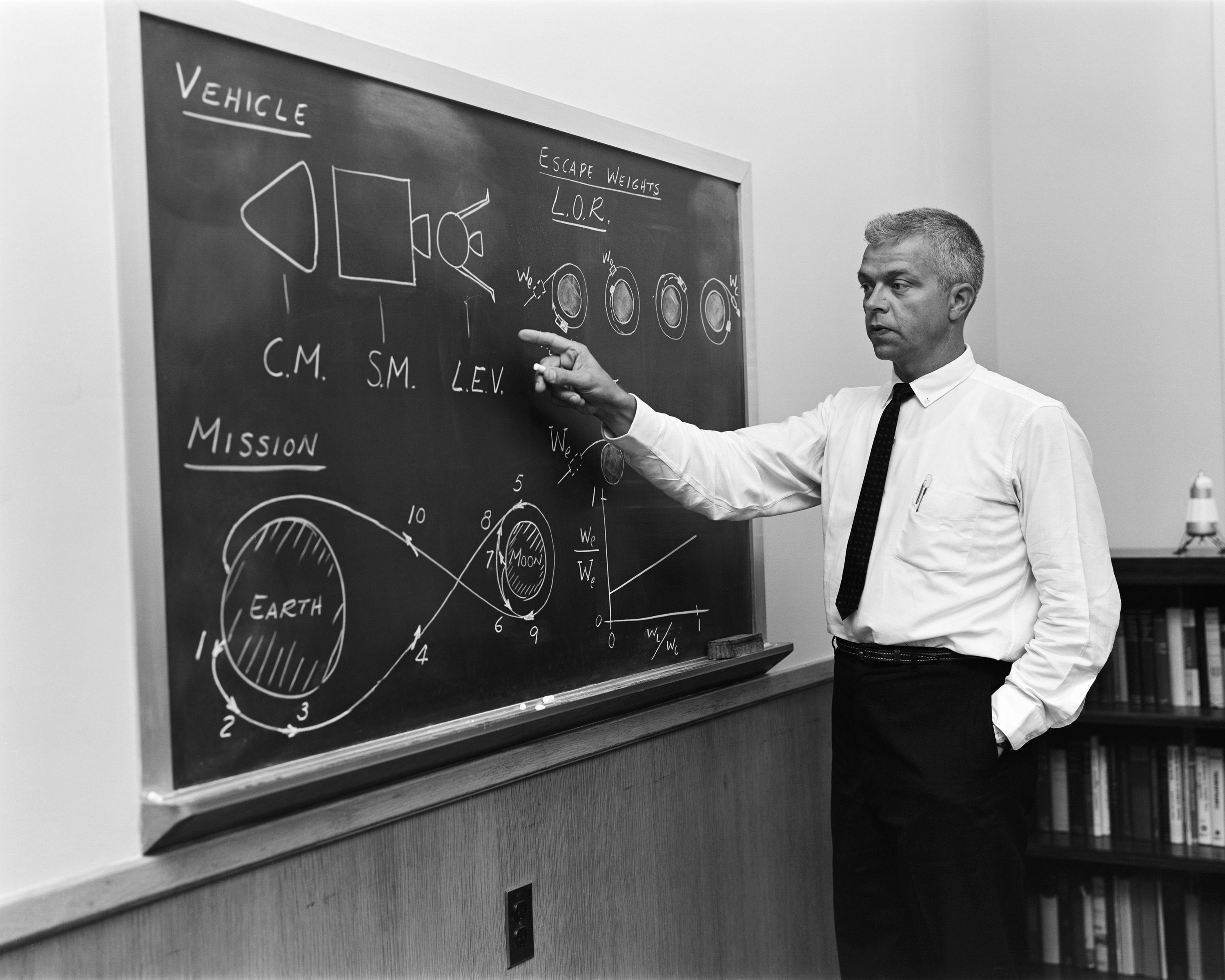
John Houbolt explica la cita orbital lunar

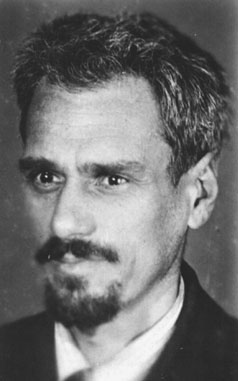
Teórico Yuri Kondratyuk.

L.O.R., (Lunar Orbital Rendezvous, en español Cita Orbital Lunar) es el procedimiento para enviar una nave en vuelo a la Luna, consistente en efectuar un encuentro de dos naves en órbita lunar luego de efectuar el alunizaje.

En una misión LOR, una nave espacial principal y un módulo de aterrizaje más pequeño viajan a la órbita lunar. El módulo de aterrizaje desciende independientemente a la superficie de la Luna, mientras que la nave espacial principal permanece en órbita lunar. Luego de su despegue, el módulo se acopla nuevamente a la nave mayor, transfiere a los tripulantes y la carga, luego de lo cual el módulo es descartado. Solamente la nave mayor retorna.
El encuentro en órbita Lunar (LOR) fue propuesto primero en 1919, por el ingeniero soviético ucraniano Yuri Kondratyuk en Conquista del espacio interplanetario  como la forma más económica de enviar a un humano en un viaje de ida y vuelta a la Luna. En oposición de un ascenso directo (Direct ascent en inglés) de un solo vehículo grande, desde la superficie de la  luna.

Esquema de LOR.

Este sistema comenzó sus pruebas con la misión Gemini 8 y se puso a punto a lo largo del programa Gemini, con el módulo Agena. Luego se empleó en las misiones del programa Apolo, sustituyendo a los proyectos de "vuelo directo" o del "encuentro en órbita terrestre", debido a su menor coste, entre un 10-15%, a su menor complejidad de planteamiento, a su menor tiempo de desarrollo y a su facilidad de ejecución y garantía de éxito.